# Capegaster striatus
Capegaster striatus é uma espécie de cerambicídeo da tribo Achrysonini, com distribuição restrita à África do Sul.